# The Miseducation of Cameron Post (película)
The Miseducation of Cameron Post (titulada en España como La (des)educación de Cameron Post, y en Hispanoamérica como La mala educación de Cameron Post) es una película dramática britano-estadounidense dirigida por Desiree Akhavan, y escrita por Akhavan y Cecilia Frugiuele, basada en la novela homónima de 2012 de Emily M. Danforth. Es protagonizada por Chloë Grace Moretz, John Gallagher, Jr., Sasha Lane, Forrest Goodluck, Marin Ireland, Owen Campbell, Kerry Butler, Quinn Shephard, Emily Skeggs, Melanie Ehrlich y Jennifer Ehle.
La película tuvo su preestreno mundial en el Festival de Cine de Sundance el 22 de enero de 2018. Fue estrenada en Estados Unidos el 3 de agosto de 2018 por FilmRise, y en el Reino Unido fue estrenada el 7 de septiembre de 2018, por Vertigo Releasing.

## Reparto
- Chloë Grace Moretz como Cameron Post.
- John Gallagher, Jr. como el reverendo Rick.
- Sasha Lane como Jane Fonda.
- Forrest Goodluck como Adam Red Eagle.
- Marin Ireland como Bethany.
- Owen Campbell como Mark.
- Kerry Butler como Ruth Post.
- Quinn Shephard como Coley Taylor.
- Emily Skeggs como Erin.
- Jennifer Ehle como Dr.a Lydia March
- Dalton Harrod como Jamie.
- Christopher Dylan White como Dane Bunsky.
- Steven Hauck como el pastor Crawford.
- Isaac Jin Solstein como Steve Cromps.
- Melanie Ehrlich como Helen Showalter.
- McCabe Slye como Brett.
- Dale Soules como Abuela.

## Producción
En noviembre de 2016, se anunció que Chloë Grace Moretz, Sasha Lane, John Gallagher, Jr., Forrest Goodluck y Jennifer Ehle se habían unido al reparto de la película, con Desiree Akhavan dirigiéndola, desde un guion coescrito con Cecilia Frugiuele.
Michael B. Clark, Alex Turtletaub, Jonathan Montepare and Frugiuele, sirven como productores, Akhavan h Olivier Kaempfer son productores ejecutivos, con Beachside y Parkville Pictures.

### Filmación
La fotografía principal comenzó en noviembre de 2016.

## Estreno
La película tuvo su preestreno mundial en el Festival de Cine de Sundance el 22 de enero de 2018, en donde ganó el Grand Jury Prize por Drama, el mayor honor del festival. Poco tiempo después, FilmRise y Vertigo Releasing adquirieron los derechos de distribución en Estados Unidos y Reino Unido, respectivamente. La película también se proyectó en el Festival de Cine de Tribeca el 22 de abril de 2018.
Originalmente sería estrenada en Estados Unidos el 10 de agosto de 2018, sin embargo, fue adelantada una semana para el 3 de agosto de 2018. En el Reino Unido sería estrenada el 31 de agosto de 2018, pero fue pospuesta para el 7 de septiembre de 2018.

## Recepción
The Miseducation of Cameron Post ha recibido reseñas generalmente positivas de parte de la crítica y de la audiencia. En el portal de internet Rotten Tomatoes, la película posee una aprobación de 86 %, basada en 188 reseñas, con una calificación de 7,5/10, mientras que de parte de la audiencia tiene una aprobación de 76 %, basada en más de mil votos, con una calificación de 3.8/5
La página web Metacritic le ha dado a la película una puntuación de 69 de 100, basada en 36 reseñas, indicando «reseñas generalmente favorables». En el sitio IMDb los usuarios le han dado una calificación de 6.6/10, sobre la base de 23 181 votos. En la página FilmAffinty tiene una calificación de 6.3/10, basada en 2603 votos.